# サンサバ郡 (テキサス州)
サンサバ郡（サンサバぐん、英: San Saba County）は、アメリカ合衆国テキサス州の中央部、エドワーズ高原に位置する郡である。2010年国勢調査での人口は6,131人であり、2000年の6,186人から0.9%減少した。郡庁所在地はサンサバ町（人口3,099人）であり、同郡で人口最大の町でもある。郡名は郡内を流れるサンサバ川に因んで名付けられた。

## 歴史
1889年にアメリカ連合国元大統領ジェファーソン・デイヴィスが死んだ後、サンサバ郡の南軍退役兵の会が「ウィリアム・P・ロジャーズ・キャンプ」と呼ぶ支部を結成した。ロジャーズはジョージア州生まれで、ミシシッピ州で起こったコリンスの戦いの英雄だった。ロジャーズがサンサバに住んだことは無かったが、娘のファニーがロジャーズの部下であるジョージ・ハリスと結婚し、1880年に移ってきた。元郡判事であるハリスが義父の名前を採ったロジャーズ・キャンプの指揮官となった。この組織は1930年代初期まで続いた。
1880年代、同友会のように組織された自警団が郡内の多くの開拓者を殺した。1896年、テキサス・レンジャーが捜査を開始した。「サンサバ・カウンティ・ニューズ」の編集者アルース・M・サンダーソンがこの暴徒に対する論説を展開した。最終的にレンジャーのビル・マクドナルド大尉と地区検事のW・C・リンダーが暴徒組織を解散させた。

## 年譜
- サンサバ郡となった地域の最初の住人はインディアンだった。後に名前の分かっている部族はトンカワ族、カド族、リパン・アパッチ族、コマンチ族である[6]
- 1732年、スペイン領テキサスの知事、フアン・アントニオ・バスティリョ・イ・セバロスが、6世紀の聖人セント・サバスの祝日に到着し、そこにあった川に、「リオ・デ・サンサバ・デ・ラス・ニュエセス」と名付けた[7][8]
- 1757年、サンタクルス・デ・サンサバ伝導所が設立された[7]
- 1788年、ホセ・マレスがサンアントニオからサンタフェまでの遠征を行った[9]
- 1828年、スティーブン・F・オースティンの集団に属する28人が地域を通過した。この地域の一部はメキシコ政府からオースティンに与えられた土地特許に含まれていた[6]
- 1842年、フィッシャー・ミラー土地特許には後の郡内領域の大半が含まれていた[10]
- 1847年、郡内でミューズバック・コマンチ条約が締結された[10]
- 1854年、ウォレスとリッチランドクリークにハーキー一家が入植した。デイビッド・マットスラーの家族がバーネット郡からチェロキークリークに移住してきた[6][11]
- 1856年、ベア郡の一部からサンサバ郡が設立され、サンサバ川に因んで名付けられた。サンサバの町が郡庁所在地に選定された[6]
- 1858年、テキサス州第7議会がサンサバ郡の領域を確定した[6]
- 1860年、郡人口は913人であり、このうち奴隷が98人だった[6]
- 1867年、郡内が10の教育学区に分割された[6]
- 1874年、エドマンド・E・リーゼンが地元で栽培するナッツ、特にペカンの改良を行った。サンサバは後に世界のペカンの首都を名告るようになった[12]
- 1880年代-1896年、郡内で暴動と反目が起こり、テキサス・レンジャーが秩序を取り戻させた[13]
- 1882年、サンサバ男女学校が設立された[6][14]
- 1889年、南軍退役兵の会が「ウィリアム・P・ロジャーズ・キャンプ」と呼ぶ支部を結成した。[5]
- 1895年、フランシス・マリオン・バーンズが西テキサス師範実業カレッジを組織化した[15][16]
- 1896年、フリン・モイア橋梁会社によって平行索吊り橋のビバリッジ橋がサンサバ川に架けられた[17]
- 1911年、ガルフ・コロラド・アンド・サンタフェ鉄道のロミータ・イーデン支線が郡内を通って建設された[18]。煉瓦と砂岩を使ったサンサバ郡庁舎が建設された。設計はチェンバレン社だった[19]
- 1930年、郡内農園の半分は賃借農園だった[6]。アンクル・ビリー・ギボンズが、その牧場内にあるブレイディ・クリーク沿いのキャンプ地をボーイスカウトに99年貸与する契約を行った[20]
- 1938年、サンサバ川の洪水で郡全体が被害を受けた。サンサバの町は3分の1が水没した[21]
- 1940年、サンサバの町が法人化された[22]
- 1953年-1956年、長引く干ばつで郡の農業経済に打撃を与えた[6]
- 1960年、「サンサバ・カウンティ・ニューズ」が「サンサバ・スター」と合併した[6]
- 1965年、パイオニアの医師、エドワード・D・ドスを顕彰する銘板が建立された[23]

## 地理
アメリカ合衆国国勢調査局に拠れば、郡域全面積は1,138平方マイル (2,947 km2)であり、このうち陸地1,134平方マイル (2,937 km2)、水域は4平方マイル (10 km2)で水域率は0.33%である。

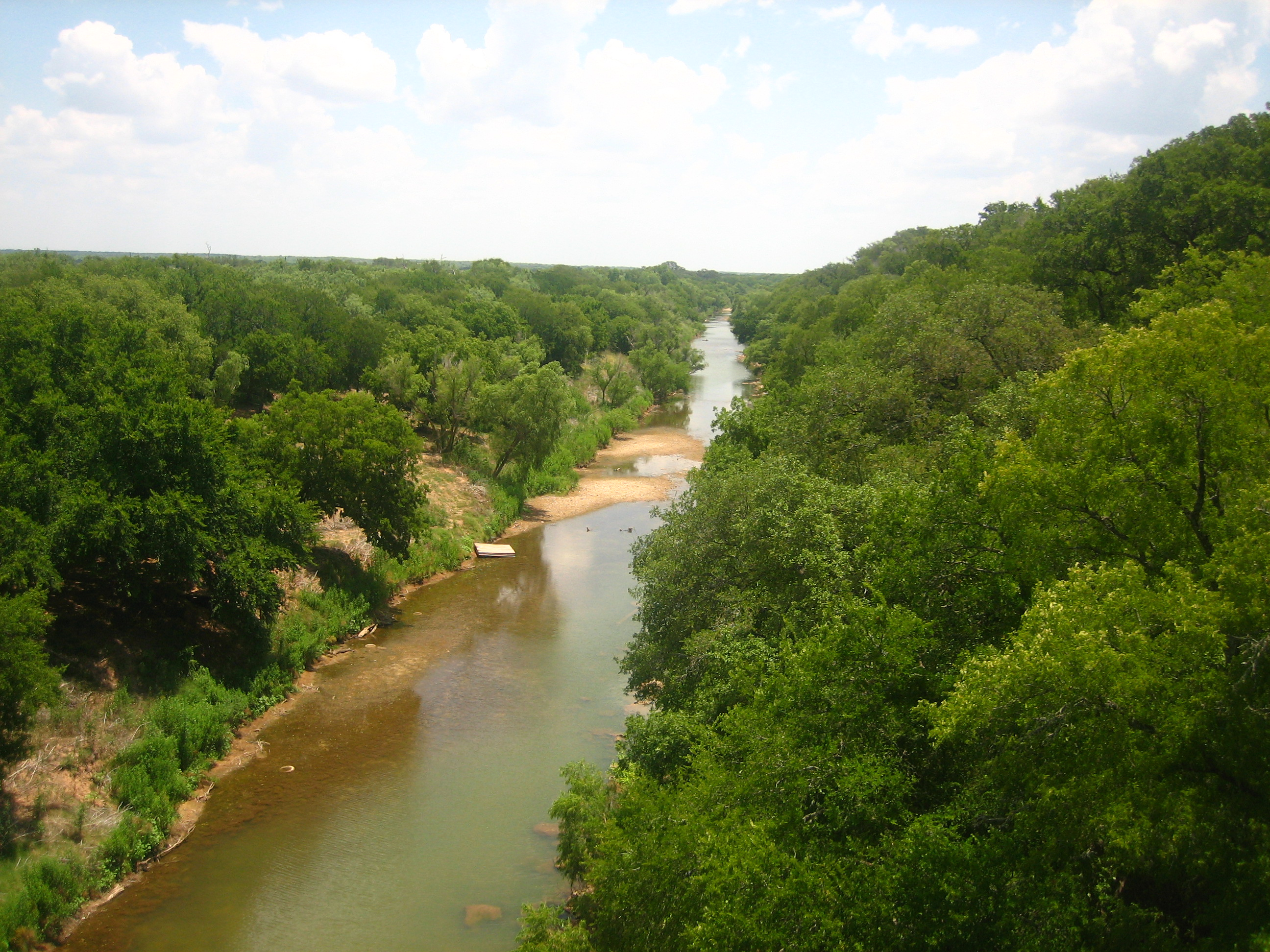
ミルズ郡とサンサバ郡郡境に架かるリージェンシー吊り橋から見たコロラド川

### 主要高規格道路
- アメリカ国道190号線
- テキサス州道16号線
- 農場市場直結道路45号線

### 隣接する郡
- ミルズ郡 - 北
- ランパサス郡 - 東
- バーネット郡 - 南東
- リャノ郡 - 南
- メーソン郡 - 南西
- マカロック郡 - 西
- ブラウン郡 - 北西

## 人口動態
以下は2010年の国勢調査による人口統計データである。
| 基礎データ - 人口: 6,131人 - 世帯数: 2,289 世帯 - 家族数: 1,616 家族 - 人口密度: 2人/km2（6人/mi2） - 住居数: 2,951軒 - 住居密度: 1軒/km2（3軒/mi2） 人種別人口構成 - 白人: 84.50% - アフリカン・アメリカン: 2.73% - ネイティブ・アメリカン: 1.07% - アジア人: 0.11% - その他の人種: 10.52% - 混血: 1.07% - ヒスパニック・ラテン系: 21.6% 年齢別人口構成 - 18歳未満: 27.9% - 18-24歳: 8.2% - 25-44歳: 20.8% - 45-64歳: 22.8% - 65歳以上: 20.3% - 年齢の中央値: 39歳 - 性比（女性100人あたり男性の人口） - 総人口: 107.4 - 18歳以上: 97.1 | 世帯と家族（対世帯数） - 18歳未満の子供がいる: 29.1% - 結婚・同居している夫婦: 58.9% - 未婚・離婚・死別女性が世帯主: 8.4% - 非家族世帯: 29.4% - 単身世帯: 27.5% - 65歳以上の老人1人暮らし: 15.9% - 平均構成人数 - 世帯: 2.45人 - 家族: 2.97人 収入と家計 - 収入の中央値 - 世帯: 30,104米ドル - 家族: 35,255米ドル - 性別 - 男性: 25,334米ドル - 女性: 20,111米ドル - 人口1人あたり収入: 15,309米ドル - 貧困線以下 - 対人口: 16.6% - 対家族数: 13.3% - 18歳未満: 24.5% - 65歳以上: 11.6% |

## 見どころ
郡内には、テキサス州で唯一の通行できる吊り橋がある。1939年に建設されたリージェンシー吊り橋であり、郡北部のコロラド川に架かり、農場市場直結道路500号線近くにある。
サンサバ川に架かる1896年に建設されたビバリッジ橋は、テキサス州で2つしかない通行できる吊り橋の1つだったが、2004年にコンクリート製橋に置き換えられた。ビバリッジ橋が掛け替えられ歩行者用橋として公開されて以来、サンサバ市の北縁にあり、ウェディングオークの直ぐ北チャイナクリーク道路に接している。

## 町
- サンサバ - 郡庁所在地
- リッチランドスプリングス
- チェロキー

### 未編入の町
- ベンド

## 著名な出身者
- エイブラハム・リンカーン・ギャロウェイ（1901年3月3日-1961年8月17日）、サンサバ郡の牧場主。サンサバ郡庁舎前の歴史銘板には「これまでに馬の背を飾った偉大なカウボーイの一人。多くの者と深く長く親交を結んだ。その投げていたカウボーイの縄の環ほどに大きな心を持つ真の善人だった。彼の高潔さと言葉は彼を知っている全ての者に受け入れられ、握手が絆だった。」と記されている。ヘンリー・C・ギャロウェイ夫妻の息子であるギャロウェイはヒルクレスト墓地に葬られている。
- サンサバ郡庁舎前のもう1つの歴史銘板は、地区判事ジャック・B・ミラー（1921年10月21日-1991年2月15日）を称えている。
- 俳優のトミー・リー・ジョーンズはサンサバ市で生まれた。